# Zbigniew Piątek
Zbigniew Piątek (* 1. Mai 1966 in Kielce) ist ein ehemaliger polnischer Radrennfahrer und nationaler Meister im Radsport.

## Sportliche Laufbahn
Seinen ersten größeren Erfolg hatte er 1987 mit dem Gewinn der Polen-Rundfahrt vor Marek Leśniewski. 1988 gewann er die Rundfahrt Wyścig Dookoła Mazowsza. Das Etappenrennen Małopolski Wyścig Górski gewann er 1989, 1998 und 2001. Siebenmal beendete er die Polen-Rundfahrt unter den besten zehn Fahrern. An der Internationalen Friedensfahrt nahm er elfmal teil, sein bestes Ergebnis hatte er 2001 und 2002 als Fünfter des Gesamtklassements.
Er war Teilnehmer der Olympischen Sommerspiele 1992 in Barcelona, wobei er 55. des Straßenrennens wurde. Bei den Sommerspielen 2000 in Sydney belegte er den 48. Rang im Straßenrennen.
Er hat elfmal an den UCI-Straßen-Weltmeisterschaften teilgenommen. 1991 wurde er 22. bei den Amateuren, 2001 wurde er 16. bei den Berufsfahrern.
Bei den polnischen Meisterschaften gewann er insgesamt acht Titel: 1991, 1993 und 1997 im Bergfahren, 1990 und 1992 im Paar-Zeitfahren (mit Tomas Brożyna), sowie 1997 mit Artur Krasiński. 1989 und 1992 wurde er Titelträger im Mannschaftszeitfahren. Dazu kamen acht Silbermedaillen und zwei Bronzemedaillen bei den nationalen Meisterschaften in verschiedenen Disziplinen. 2003 siegte er in der Tour de Bohemia.

## Berufliches
2005 wurde er Sportdirektor der Intel-Action-Gruppe und Trainer einer Radsport-Jugendmannschaft. In den Jahren 2005–2008 war er Vorstandsmitglied des polnischen Radsportverbandes (PZKol). Er eröffnete auch ein Fahrradgeschäft in seiner Heimatstadt. Zudem war er als Kommunalpolitiker aktiv und hatte zeitweilig ein Mandat im polnischen Parlament.

## Familiäres
Zbigniew Piątek ist der Bruder von Andrzej Piątek, der in Polen Mountainbike Trainer der Nationalmannschaft und ebenfalls Radrennfahrer war.